# Bernhard Meyersfeld
Bernhard Meyersfeld (geb. 14. August 1841 in Einbeck; gest. 2. Oktober 1920 in Braunschweig) war ein deutscher Bankier und Mäzen jüdischen Glaubens.

## Leben und Werk
Bernhard wurde als Kind der Eheleute David (7. Februar 1805 in Einbeck bis 22. Februar 1885 in Braunschweig) und Julie Meyersfeld, geb. Paderstein (gest. 1869 in Einbeck) geboren. Sein Urgroßvater väterlicherseits war der Einbecker Schutzjude Elias Meyer.
David Meyersfeld unterhielt in Einbeck seit 1838 eine Seifen- und Lichtefabrik, 1861 wurde er als Geldverleiher und 1867 als Bankier und Agent der Nordstern-Versicherung erwähnt. Von der Mutter seines Sohnes lebte er wohl bereits kurz nach dessen Geburt getrennt. Als diese 1869 starb, löste er sämtliche Geschäfte in Einbeck auf und zog mit dem Sohn nach Braunschweig.

### Bankhaus Meyersfeld

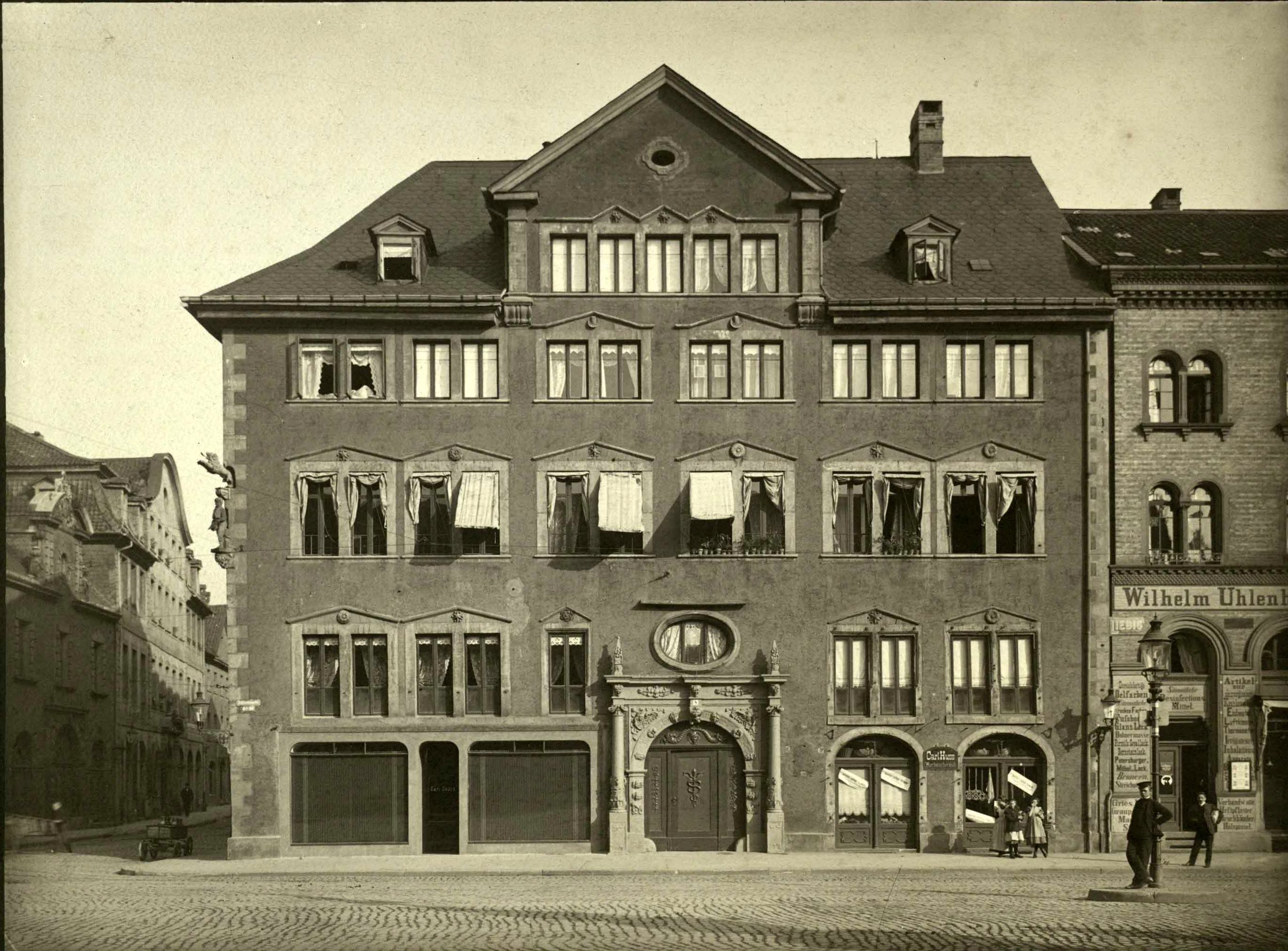
Das Stechinelli-Haus um 1900

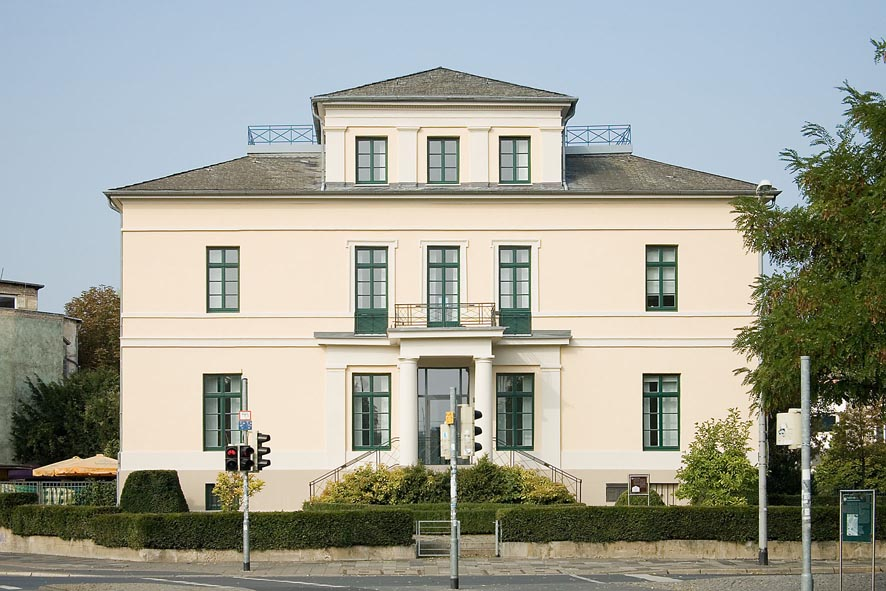
Das ehemalige Bankhaus Meyersfeld, am Friedrich-Wilhelm-Platz

Zusammen mit seinem Sohn gründete David Meyersfeld 1869 das Bankhaus D. Meyersfeld, das seinen ersten Sitz im Stechinelli-Haus, am Altstadtmarkt 8 hatte. Aus dem Nachlass des Bankiers Hilzheimer erwarb David Meyersfeld ein Grundstück mit herrschaftlicher Villa und Garten an der Ecke Kalenwall und Friedrich-Wilhelm-Platz, in der die Bank ab 1875 ihre Dienste anbot. Das Gebäude, die unter Denkmalschutz stehende ehemalige Villa von Amsberg war 1827 nach Plänen des Braunschweiger Architekten Peter Joseph Krahe errichtet worden und ist nach wechselvoller Geschichte heute Eigentum der nur wenige Meter gegenüber liegenden Braunschweigischen Landessparkasse.
Nach dem Tode seines Vaters 1885 führte Bernhard Meyersfeld die Bankgeschäfte fort. Er war ein großer Förderer der Braunschweiger Konservenindustrie, Wohltäter und Mäzen in Wissenschaft und Kunst. Das Unternehmen florierte: 1902 wurde Meyersfelds Synagogensteuer lediglich von der des Braunschweiger Großindustriellen Max Jüdel übertroffen.
Seiner Geburtsstadt Einbeck blieb er sein Leben lang verbunden. So spendete er 1895 für den Bau des dortigen Kaiser-Friedrich-Turms 500 Mark und für den Bau der am 1. September 1896 eingeweihten neuen Einbecker Synagoge hatte er 20.000 Mark gespendet.

### Mitglied der jüdischen Gemeinde Braunschweig
Von 1898 bis zu seinem Tode war Meyersfeld neben John Landauer, Otto Magnus, Simon Hamburger von Hamburger & Littauer und Bennie Mielziner Vorsteher der jüdischen Gemeinde Braunschweig.

### Braunschweiger Eulenspiegelbrunnen

Aufstellung des Eulenspiegel-Brunnens im Jahre 1906. In Hintergrund ist der Flohwinkel mit dem Eulenspiegelhaus (links) zu sehen.

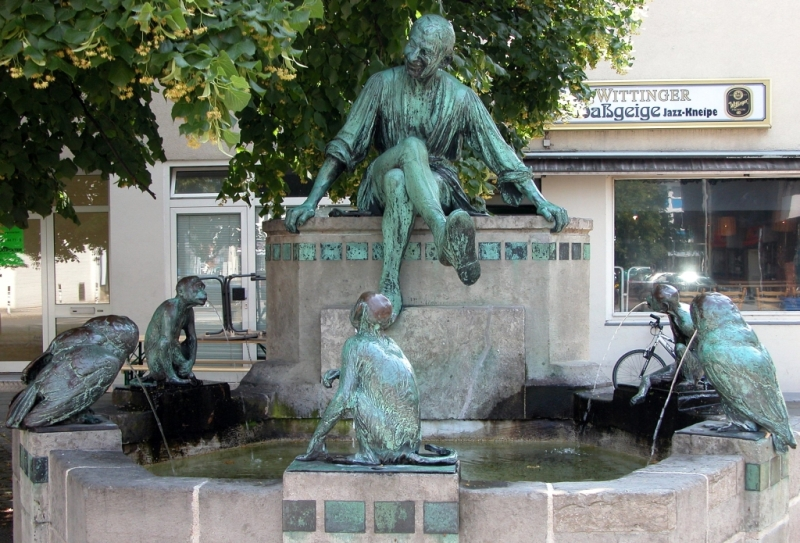
Der Eulenspiegelbrunnen im Jahre 2006

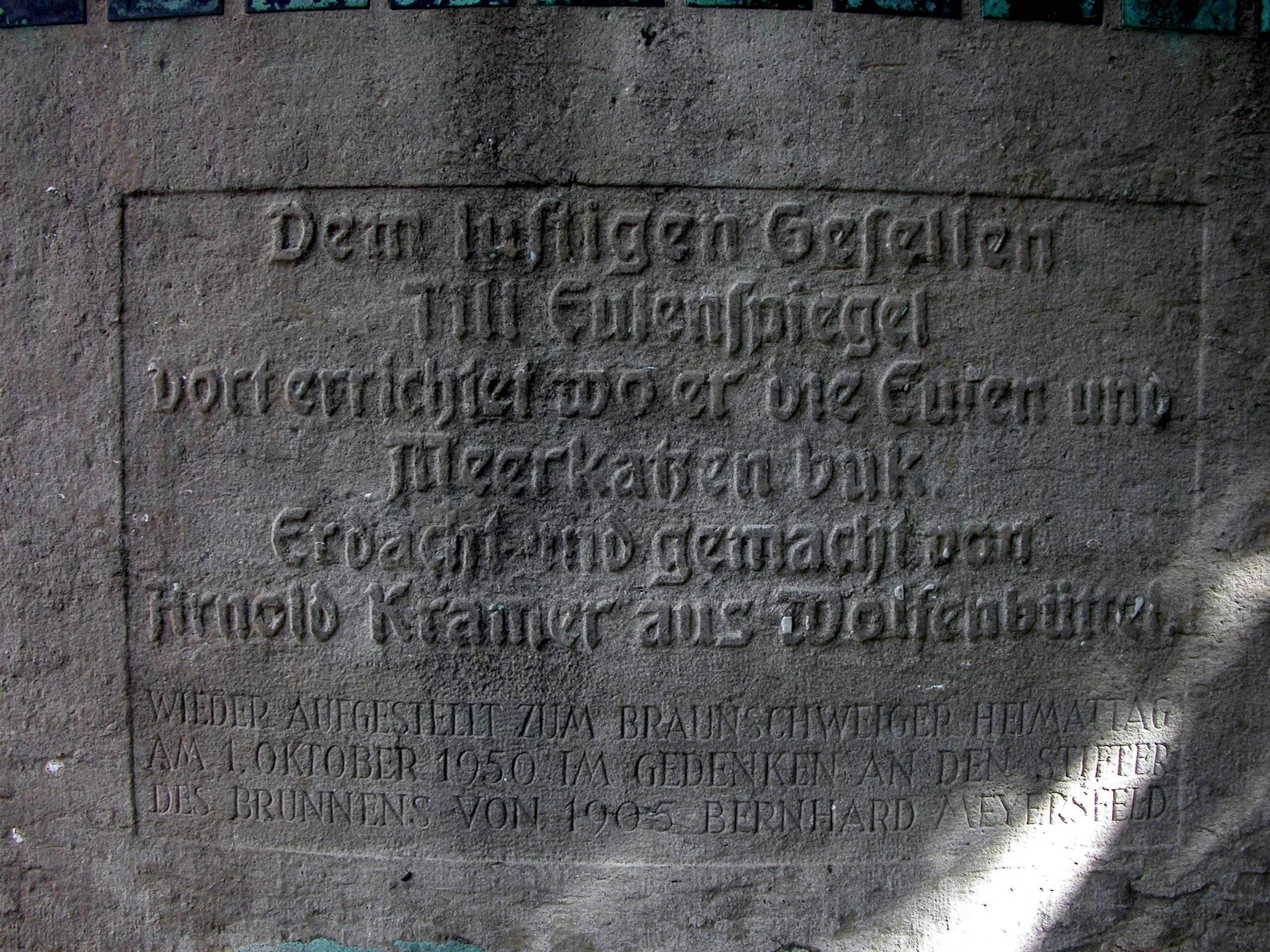
Inschrift am Eulenspiegel-Brunnen von 1950.

Der aus dem benachbarten Wolfenbüttel stammende Künstler Arnold Kramer hatte 1905 ein Modell eines Brunnens für die Stadt Braunschweig geschaffen. Es zeigte Till Eulenspiegel im Kreise von Eulen und Meerkatzen – eine Anspielung auf einen der zahlreichen Streiche, die Till Eulenspiegel den Bürgern Braunschweigs gespielt haben soll. Da die Stadt aber kein Geld für einen solchen Brunnen hatte, kaufte Meyersfeld ihn für 15.000 Mark und schenkte ihn der Stadt und ihrer Jugend.
Die Stadt ließ ihn auf dem Bäckerklint aufstellen, denn dort soll Till Eulenspiegel der Legende nach „Eulen und Meerkatzen“ gebacken haben. Am 27. September 1906 wurde der Brunnen feierlich eingeweiht. Auf der Rückseite des Sockels befand sich eine Inschrift, die auf den Stifter hinwies. Da Meyersfeld aber ein stadtbekannter, einflussreicher Vertreter der jüdischen Gemeinde war, zerstörten Nationalsozialisten die Inschrift in den 1930er Jahren.
Die komplette Bebauung des Bäckerklints – fast ausschließlich jahrhundertealte Fachwerkhäuser – ging durch die Bombenangriffe des Zweiten Weltkrieges, insbesondere den Bombenangriff vom 15. Oktober 1944 vollständig unter. Das einzige Bauwerk, das in diesem Bereich der Altstadt den Feuersturm unversehrt überstanden hatte, war der Eulenspiegelbrunnen.
Die Metallfiguren Till Eulenspiegel, sowie seine Eulen und Meerkatzen, wurden nach der Bombardierung auf Weisung der Stadtverwaltung abmontiert, um sie vor Buntmetalldieben zu schützen. Nach der Trümmerräumung am Bäckerklint und Renovierung des Brunnens, wurde dieser zusammen mit den Figuren am 1. Oktober 1950 wieder eingeweiht. Auf der Rückseite der Brunneneinfassung, unter dem Sitzplatz Till Eulenspiegels, befindet sich seither die Inschrift:

„Dem lustigen Gesellen Till Eulenspiegel dort errichtet, wo er die Eulen und Meerkatzen buk. Erdacht und gemacht von Arnold Kramer aus Wolfenbüttel. Wieder aufgestellt zum Braunschweiger Heimattag am 1. Oktober 1950 im Gedenken an den Stifter des Brunnens von 1905 Bernhard Meyersfeld.“

### Überfall auf den Orient-Express
Das Ehepaar Meyersfeld befand sich im Mai/Juni 1891 auf der Rückfahrt von einer Orientreise, dazu nutzten sie den Orient-Express. Nachdem der Zug Konstantinopel verlassen hatte, wurde er bei der Ortschaft Çerkezköy von Banditen unter der Führung eines Griechen namens Anathas oder Anastathos zum Entgleisen gebracht und die Passagiere der 1. und 2. Klasse, darunter auch die Meyersfelds, ausgeraubt. Die Banditen stahlen Geld und Wertsachen und nahmen mehrere Geiseln, darunter auch deutsche Geschäftsleute, zu denen die Eheleute Meyersfeld aber nicht gehörten. Zwei Geiseln wurden frei gelassen, um in ihren Heimatländern eine Lösegeldforderung zu überbringen. Dies führte alsbald zwischen dem Deutschen Kaiserreich und dem Osmanischen Reich, auf dessen Staatsgebiet der Überfall stattgefunden hatte, zu einer diplomatischen Krise. Kaiser Wilhelm II., war angeblich bereit, deutsche Truppen auf osmanisches Territorium zu entsenden, um die Banditen gefangen zu nehmen und die Geiseln zu befreien. Aufgrund des diplomatischen Drucks wurde schließlich das Lösegeld gezahlt. Die Geiseln wurden freigelassen, die Räuber entkamen unerkannt, Beute und Lösegeld wurden nie gefunden.

### Familie und Nachkommen
1872 hatte Bernhard Meyersfeld Adele Stern (21. April 1854 in Elberfeld bis 5. Februar 1926 in Braunschweig) geheiratet. Mit ihr hatte er die Söhne Berthold (18. April 1875 in Braunschweig bis 26. April 1934 ebenda) und Paul (28. Oktober 1876 in Braunschweig bis 2. Mai 1943 in Lima, Peru). Berthold Meyersfeld führte das Bankgeschäft seines Vaters fort, bis das Bankhaus 1930 in der Folge der Weltwirtschaftskrise in Konkurs ging. Er heiratete Cécile-Berche Rau (24. Februar 1878 in Paris bis 1965 in Johannesburg, Südafrika), die 1934 vor den Nationalsozialisten zusammen mit den gemeinsamen Kindern Annette (geb. 25. März 1909), Herbert (geb. 21. Januar 1911 bis 25. August 2006 in Kapstadt) und Alix (geb. 20. März 1920) nach Südafrika floh.
Paul Meyersfeld war Ingenieur und mit Emma Flesch (6. Juni 1881 in Frankfurt am Main bis 6. Dezember 1951 in Lima) verheiratet. Beide hatten den Sohn Heinrich (geb. 18. Dezember 1903 in Braunschweig). Die Familie floh vor den Nationalsozialisten in die peruanische Hauptstadt Lima.
Die Gräber von Adele, Bernhard und Berthold Meyersfeld befinden sich auf dem Jüdischen Friedhof in der Helmstedter Straße. Das Grab von David Meyersfeld ist auf dem Alten Jüdischen Friedhof in der Hamburger Straße.
Adele und Bernhard Meyersfeld, sowie deren Kinder wohnten in der Villa Sandweg 3 (dem heutigen Magnitorwall). Nach der „Machtergreifung“ der Nationalsozialisten am 30. Januar 1933, die in Braunschweig, wie überall im Reichsgebiet von Willkürakten und Repressalien u. a. gegenüber Juden begleitet war, sahen sich die Familienmitglieder gezwungen, schnellstens auszuwandern. Das Wohnhaus wurde an Apotheker Saeger verkauft, das ehemalige Bankgebäude erwarb die Firma Buchler.